# 11 décembre 1975
Le jeudi 11 décembre 1975 est le 345e jour de l'année 1975.

## Naissances
- Daouda Karaboué, handballeur français
- Gerben de Knegt, coureur cycliste néerlandais
- Martin Prusek, joueur professionnel de hockey sur glace tchèque
- Matthew Turner, joueur d'échecs écossais
- Nicolas Dordevic, footballeur français
- Pitcho Womba Konga, acteur congolais
- Sérgio Ramos, joueur de basket-ball portugais
- Samantha Maloney, musicienne américaine
- Sergueï Tchikalkine, joueur de basket-ball russe
- Solenn Poivre d'Arvor (morte le 27 janvier 1995), fille de Patrick Poivre d'Arvor
- Takuro Miuchi, joueur de rugby japonais
- Yevheniya Vysotska, cycliste ukrainienne

## Décès
- Benton MacKaye (né le 6 mars 1879), forestier américain
- Joannès Ruf (né le 30 mai 1896), personnalité politique française
- Lucien Arnaud (né le 26 août 1897), acteur français
- Nihâl Atsız (né le 12 janvier 1905), écrivain turc
- Raúl Díaz Argüelles (né le 14 septembre 1936), militaire cubain